# Chauliodus testa
Chauliodus testa es un extinto pez víbora de la familia Stomiidae. Esta especie marina habitaba en Isla de Sajalín, Rusia.
Fue descrito científicamente en 2014 por Nazarkin.